# Osmylops sejunctus
Osmylops sejunctus is een insect uit de familie van de Nymphidae, die tot de orde netvleugeligen (Neuroptera) behoort. 
Osmylops sejunctus is voor het eerst wetenschappelijk beschreven door Walker in 1853.